# Mezclador estático

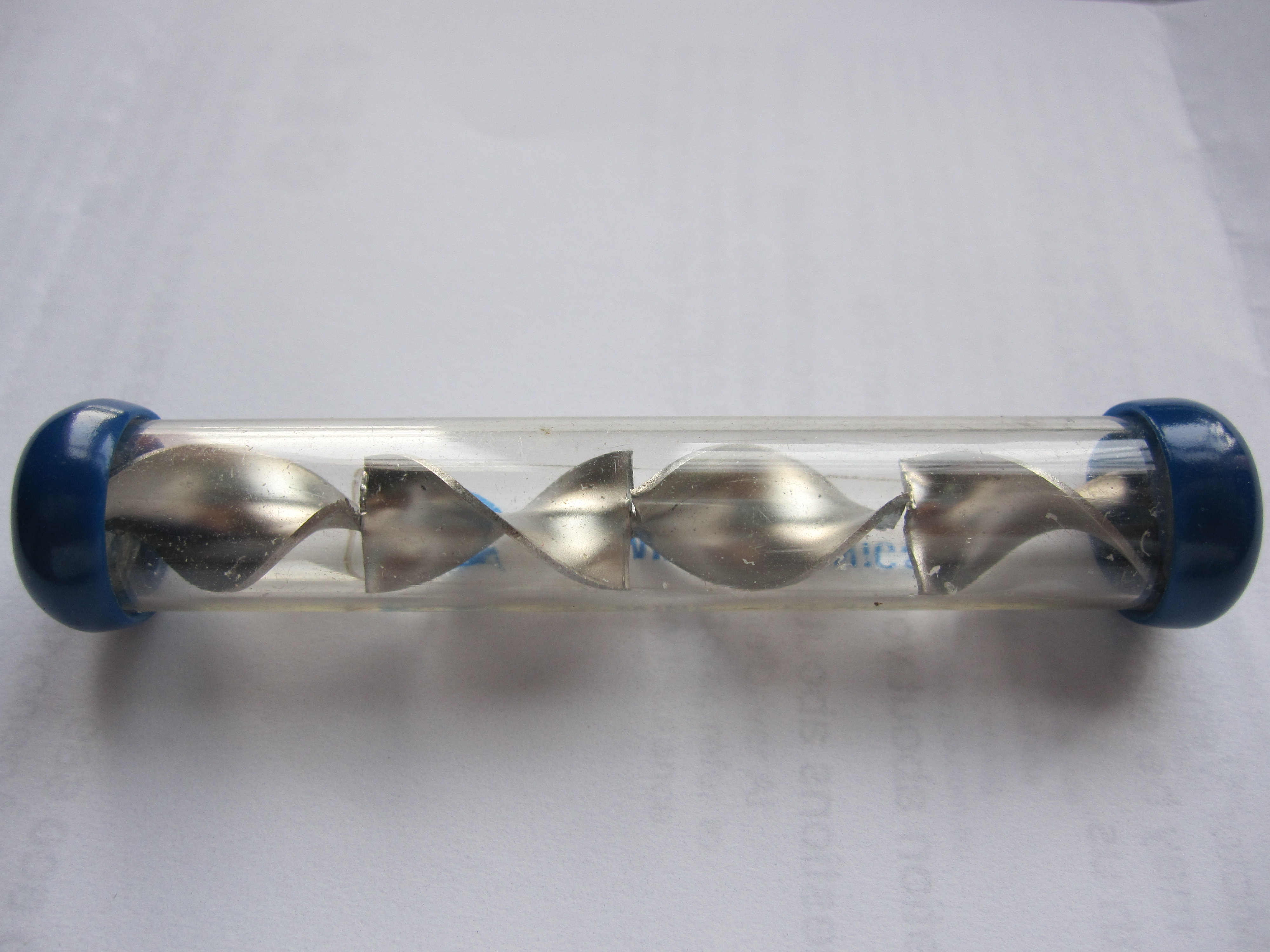
Una muestra promocional de un mezclador estático helicoidal dentro de una carcasa tubular transparente.

Un mezclador estático es un aparato para conseguir la mezcla de dos materiales fluidos. Por lo general, los fluidos son líquidos, sin embargo, los mezcladores estáticos también se utilizan para mezclar corrientes de gas, dispersar un gas en un líquido, o dispersar líquidos inmiscibles entre sí. 

## Estructura
El dispositivo consta de unos elementos de mezcla contenidos en una carcasa cilíndrica (tubo) o de sección cuadrada. Sus tamaños pueden variar desde 6 mm a 6 metros de diámetro. Los elementos del mezclador estático consisten en una serie de placas desviadoras que están hechas de metal o de diversos tipos de plástico. Del mismo modo, la carcasa del mezclador puede estar hecha de metal o de plástico. Los materiales típicamente empleados en la construcción de los componentes del mezclador estático son acero inoxidable, polipropileno, teflón, kynar y poliacetal.
El diseño general del sistema incorpora un método para la introducción de dos corrientes de líquidos en el mezclador estático. Mientras las corrientes atraviesan el mezclador, las placas desviadoras permanecen en reposo pero mueven continuamente y mezclan los materiales. La mezcla completa depende de muchas variables, incluyendo las propiedades del fluido, el diámetro del tubo interno, el número de elementos desviadores, y su diseño.

## Principios de funcionamiento

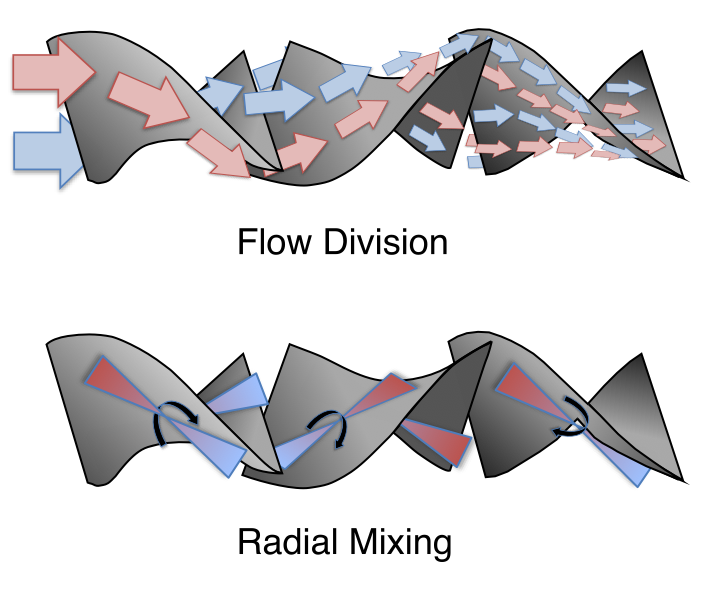
Diagrama del modo de funcionamiento de la División de flujo y del Mezclado Radial en un mezclador estático.

Un mezclador estático está formado por una serie de elementos fijos, por lo general helicoidales, incluidos dentro de una carcasa tubular. El diseño geométrico fijo de la unidad puede producir al mismo tiempo patrones de división de flujo y de mezcla radial.

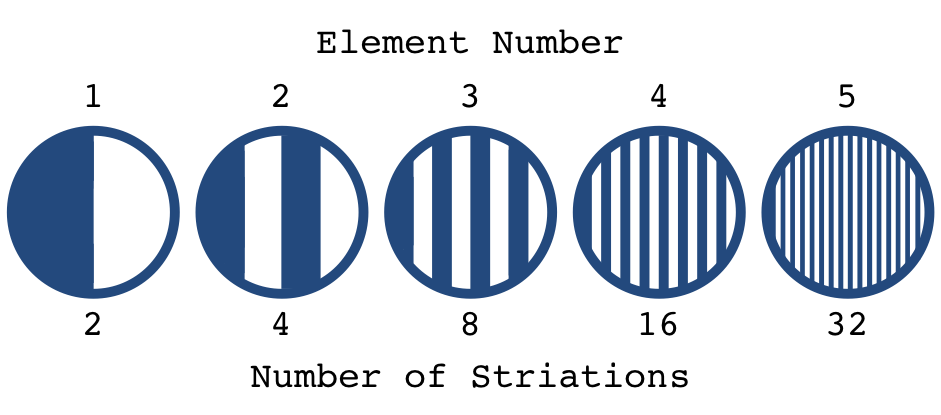
La División de Flujo en un mezclador estático es una función del número de elementos en el mezclador.

Flujo de División: En el flujo laminar, un material procesado se divide en el borde de ataque de cada elemento del mezclador y sigue los canales creados por la forma del elemento. En cada elemento adicional, los dos canales se dividen de nuevo, dando lugar a un aumento exponencial en la estratificación. El número de estrías producidas es 2n donde n es el número de elementos en el mezclador estático.
Mezclado Radial: Tanto con flujo turbulento como laminar, la circulación rotacional de un material procesado alrededor de su propio centro hidráulico en cada canal del mezclador produce mezcla radial del material. Los materiales procesados se entremezclan para reducir o eliminar los gradientes radiales de temperatura, velocidad y composición del material.

## Aplicaciones
Los mezcladores estáticos actuales están establecidos en muchos segmentos de mercado diferentes y se utilizan para una amplia gama de aplicaciones diferentes. Entre las aplicaciones típicas de los mezcladores estáticos tenemos la mezcla de adhesivos de dos componentes (epoxi, por ejemplo) y los selladores (véase fundición de resina). Otras aplicaciones incluyen el tratamiento de aguas residuales y el procesado químico. Los mezcladores estáticos pueden ser también utilizados en refinerías y en el mercado del petróleo y el gas natural, por ejemplo para la desalación del petróleo crudo. En la producción de polímeros, los mezcladores estáticos se pueden utilizar para las reacciones de polimerización o para la mezcla de aditivos líquidos.

## Historia
El desarrollo del mezclador estático se debe en sus orígenes a una invención de un dispositivo de mezcla presentado el 29 de noviembre de 1965 por la empresa Arthur D. Little. Este dispositivo se autorizó a la Corporación Kenics y fue comercializado como el mezclador inmóvil de Kenics. En la actualidad, la marca Kenics es propiedad de Robbins & Myers, Inc., aunque sin embargo también existen otros proveedores de mezcladores estáticos.